# Kelita Zupancic
Kelita Zupancic (Whitby, 9 de mayo de 1990) es una deportista canadiense que compite en judo.
Ganó una medalla en los Juegos Panamericanos de 2015 y once medallas en el Campeonato Panamericano de Judo entre los años 2009 y 2019.

## Palmarés internacional
| Juegos Panamericanos    | Juegos Panamericanos       | Juegos Panamericanos | Juegos Panamericanos |
| Año                     | Lugar                      | Medalla              | Categoría            |
| ----------------------- | -------------------------- | -------------------- | -------------------- |
| 2015                    | Toronto (Canadá)           | Medalla de oro       | –70 kg               |
| Campeonato Panamericano |                            |                      |                      |
| Año                     | Lugar                      | Medalla              | Categoría            |
| 2009                    | Buenos Aires (Argentina)   | Medalla de bronce    | –70 kg               |
| 2010                    | San Salvador (El Salvador) | Medalla de oro       | –70 kg               |
| 2011                    | Guadalajara (México)       | Medalla de bronce    | –70 kg               |
| 2012                    | Montreal (Canadá)          | Medalla de bronce    | –70 kg               |
| 2013                    | San José (Costa Rica)      | Medalla de oro       | –70 kg               |
| 2014                    | Guayaquil (Ecuador)        | Medalla de plata     | –70 kg               |
| 2015                    | Edmonton (Canadá)          | Medalla de oro       | –70 kg               |
| 2016                    | La Habana (Cuba)           | Medalla de plata     | –70 kg               |
| 2017                    | Ciudad de Panamá (Panamá)  | Medalla de plata     | –70 kg               |
| 2018                    | San José (Costa Rica)      | Medalla de bronce    | –70 kg               |
| 2019                    | Lima (Perú)                | Medalla de bronce    | –70 kg               |